# Mèntor de Rodes
Mèntor (en grec antic: Μέντωρ) fou un general grec natural de Rodes, germà gran de Mèmnon, que va viure al segle iv aC.
Els dos germans van ajudar al sàtrapa Artabazos II de Frígia en la seva revolta contra Artaxerxes II de Pèrsia, i els tres es van haver de refugiar en ser derrotats a la cort de Filip II de Macedònia. Mèntor va entrar al servei de Nectabeu II, faraó d'Egipte, i va ser nomenat comandant de les forces gregues, uns quatre mil, que van anar a ajudar el rei Tennes de Sidó, revoltat contra els perses. Tennes va fugir, i Mèntor, que va romandre amb el comandament de la ciutat, va obrir les portes als perses i es va posar al seu servei.
Quan Artaxerxes va marxar a Egipte una divisió de les forces gregues va quedar sota comandament de Mèntor i de Bagoes. Davant la ciutat de Bubastis, Mèntor va aconseguir la rendició de la guarnició, formada en part per grecs, als que va prometre que serien perdonats. Es va simular un combat en el qual Bagoes va caure presoner i després es van rendir davant Mèntor, que va ordenar l'alliberament de Bagoes. Així el rei de Pèrsia va quedar molt satisfet i Bagoes molt agraït. El rei va concedir a Mèntor el govern d'una satrapia que incloïa la costa oest de l'Àsia Menor. Quan va preguntar a Mèntor si volia alguna cosa del rei, Mèntor va demanar el perdó del seu germà Mèmnon i d'Artabazos, que li va ser concedit.
Mentre va governar la satrapia es va apoderar d'Atarneu, on governava Hèrmies, l'amic d'Aristòtil a traïció, va falsificar cartes amb el seu nom i va apoderar-se de les fortaleses que aquell comandava. El va enviar a la cort persa on va morir executat.
Va morir el 340 aC mentre era governador i el va succeir el seu germà Mèmnon. Estava casat amb Barsine, que llavors es va casar amb Mèmnon. Va tenir tres filles que van ser fetes presoneres per Parmenió a Damasc, i una d'elles es va casar amb l'almirall Nearc, segons diuen Diodor de Sicília i Flavi Arrià.